# Rhitymna
Rhitymna là một chi nhện trong họ Sparassidae.